# بایما، لیانیوان
بایما، لیانیوان (به لاتین: Baima) یک شهرک در جمهوری خلق چین است که در لیانیوان واقع شده‌است. بایما ۱۶۶ متر بالاتر از سطح دریا واقع شده‌است.